# Międzynarodowa konwencja ochrony roślin
International Plant Protection Convention (z ang.: Międzynarodowa Konwencja dotycząca Ochrony Roślin) w skrócie IPPC – stworzona przez międzynarodowy traktat organizacja, której zadaniem jest zapobieganie rozprzestrzenianiu się chorób roślin. Jedną z jej funkcji jest prowadzenie listy chorób i szkodników roślin. Inne zadania to monitorowanie rozprzestrzeniania się organizmów niszczących uprawy oraz zapewniania koordynacji międzynarodowym na tym polu wśród jej członków.

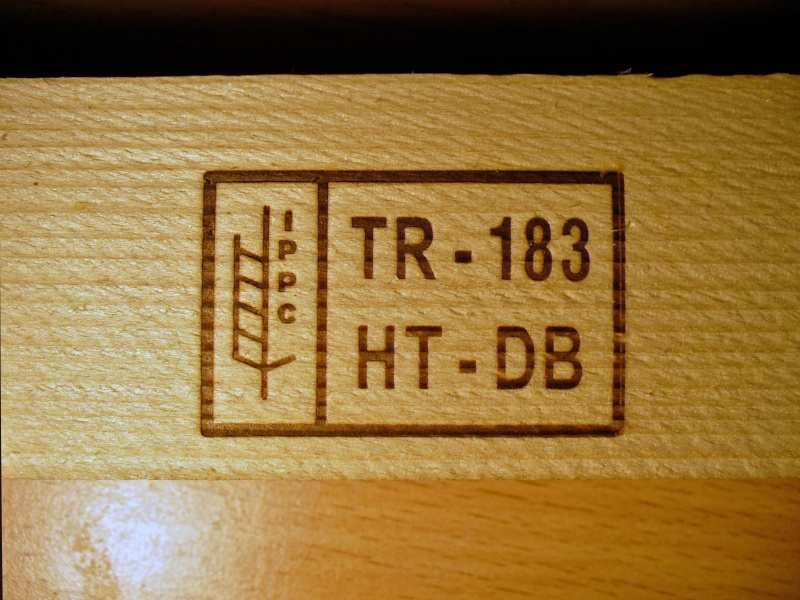
Logo IPPC potwierdzające przetworzenie drewna w celu zniszczenia potencjalnych szkodników

IPPC została założona w roku 1952 przez agendę ONZ zajmującą się sprawami rolnictwa i wyżywienia na świecie (FAO). W roku 2004 do IPPC należały 132 kraje. Polskę w IPPC reprezentuje Państwowa Inspekcja Ochrony Roślin i Nasiennictwa (PIORIN).